# Volvos miljöpris
Volvos miljöpris är ett årligt miljöpris som delas ut till personer som gjort framstående vetenskapliga upptäckter eller uppfinningar inom miljö‐ och hållbarhetsområdet. Priset har finansierats av Volvo men delas ut av en oberoende stiftelse, the Volvo Environment Prize Foundation. En första granskning av potentiella pristagare utförs av en vetenskaplig kommitté. Det slutliga valet av pristagare görs av en internationell prisjury bestående av internationellt erkända vetenskapsmän. Priset består av ett diplom, en glasskulptur och en prissumma om 1,5 miljon svenska kronor. Bland andra tre Nobelpristagare har fått priset. Priset grundades 1988 och första pristagaren utsågs 1990.

## Pristagare
- 1990 – John V. Krutilla och Allen V. Kneese[2]
- 1991 – Paul Crutzen[3]
- 1992 – Norman Myers och Peter H. Raven[4]
- 1993 – Paul R. Ehrlich och John P. Holdren[5]
- 1994 –  Gita Sen[6]
- 1995 – Gilbert F. White[7]
- 1996 – James E. Lovelock[8]
- 1997 – Syukuru Manabe och Veerabhadran Ramanathan[9]
- 1998 – Malin Falkenmark och David Schindler[10]
- 1999 – Monkombu Sambasivan Swaminathan[11]
- 2000 – Jose Goldemberg, Thomas B Johansson, Amulya K N Reddy och Robert H Williams[12]
- 2001 – George M. Woodwell[13]
- 2002 – Partha Data och Karl-Göran Mäler[14]
- 2003 – Madhav Gadgil och Mohammad Yunus[15]
- 2004 – David Satterthwaite, Jaime Lerner, Luisa och Mario Molina[16]
- 2005 – Mary Kalin Arroyo och Aila Keto[17]
- 2006 – Ray Hilborn, Daniel Pauly och Carl Walters[18]
- 2007 – Amory B Lovins[19]
- 2008 – Crawford Buzz Holling[20]
- 2009 – Susan Solomon[21]
- 2010 – Harold Mooney[22]
- 2011 – John Schellnhuber[23]
- 2012 – Gretchen Daily[24]
- 2013 – Qin Dahe[25]
- 2014 – Eric Lambin[26]
- 2015 – Henning Rodhe[27]
- 2016 – Carlos Nobre[28]
- 2017 – Rashid Sumailas[29]
- 2018 – Xuemei Bai[30]
- 2019 – Terry Chapin[31]
- 2020 – Claire Kremen[32]
- 2021 – Paul Anastas[33]
- 2022 – Richard Thompson, Tamara Galloway och Penelope Lindeque[34]